# The United States of Mind Phase 1: That Healin' Feelin'
| Recensione | Giudizio |
| ---------- | -------- |
| AllMusic   | [ 1 ]    |

The United States of Mind Phase 1: That Healin' Feelin' è un album discografico del pianista jazz statunitense Horace Silver (a nome Horace Silver Quintet), pubblicato dalla casa discografica Blue Note Records nel novembre del 1970.

## Tracce

### LP
Tutti i brani composti da Horace Silver
Lato A
1. That Healin' Feelin' – 3:45 – Registrato l'8 aprile 1970
2. The Happy Medium – 4:45 – Registrato l'8 aprile 1970
3. The Shows Has Begun – 4:00 – Registrato l'8 aprile 1970
4. Love Vibrations – 3:55 – Registrato l'8 aprile 1970
5. Peace – 3:20 – Registrato l'8 aprile 1970

Lato B
1. Permit Me to Introduce You to Yourself – 3:10 – Registrato il 18 giugno 1970
2. Wipe Away the Evil – 4:10 – Registrato il 18 giugno 1970
3. Nobody Knows – 4:10 – Registrato il 18 giugno 1970
4. There's Much to Be Done – 4:10 – Registrato il 18 giugno 1970

## Musicisti
That Healin' Feelin' / The Happy Medium / The Shows Has Begun / Love Vibrations / Peace
- Horace Silver - pianoforte elettrico
- Andy Bey - voce (eccetto nel brano: That Healin' Feelin')
- Randy Brecker - tromba, flicorno
- George Coleman - sassofono tenore
- Bob Cranshaw - basso fender
- Mickey Roker - batteria

Permit Me to Introduce You to Yourself / Wipe Away the Evil / Nobody Knows / There's Much to Be Done
- Horace Silver - pianoforte elettrico
- Randy Brecker - tromba, flicorno
- Jackie Verdell - voce (eccetto nel brano: Nobody Knows)
- Gail Nelson - voce (solo nel brano: Nobody Knows)
- Houston Person - sassofono tenore
- Jimmy Lewis - basso fender
- Idris Muhammad - batteria

Note aggiuntive
- Francis Wolff - produttore
- Registrazioni effettuate l'8 aprile e 18 giugno del 1970 al Van Gelder Studio di Englewood Cliffs, New Jersey (Stati Uniti)
- Rudy Van Gelder - ingegnere delle registrazioni
- Guy Terril - fotografie copertina album originale
- Havona - design copertina album originale
- Horace Silver - note interne copertina album[3]